# Pfarrkirche Arriach

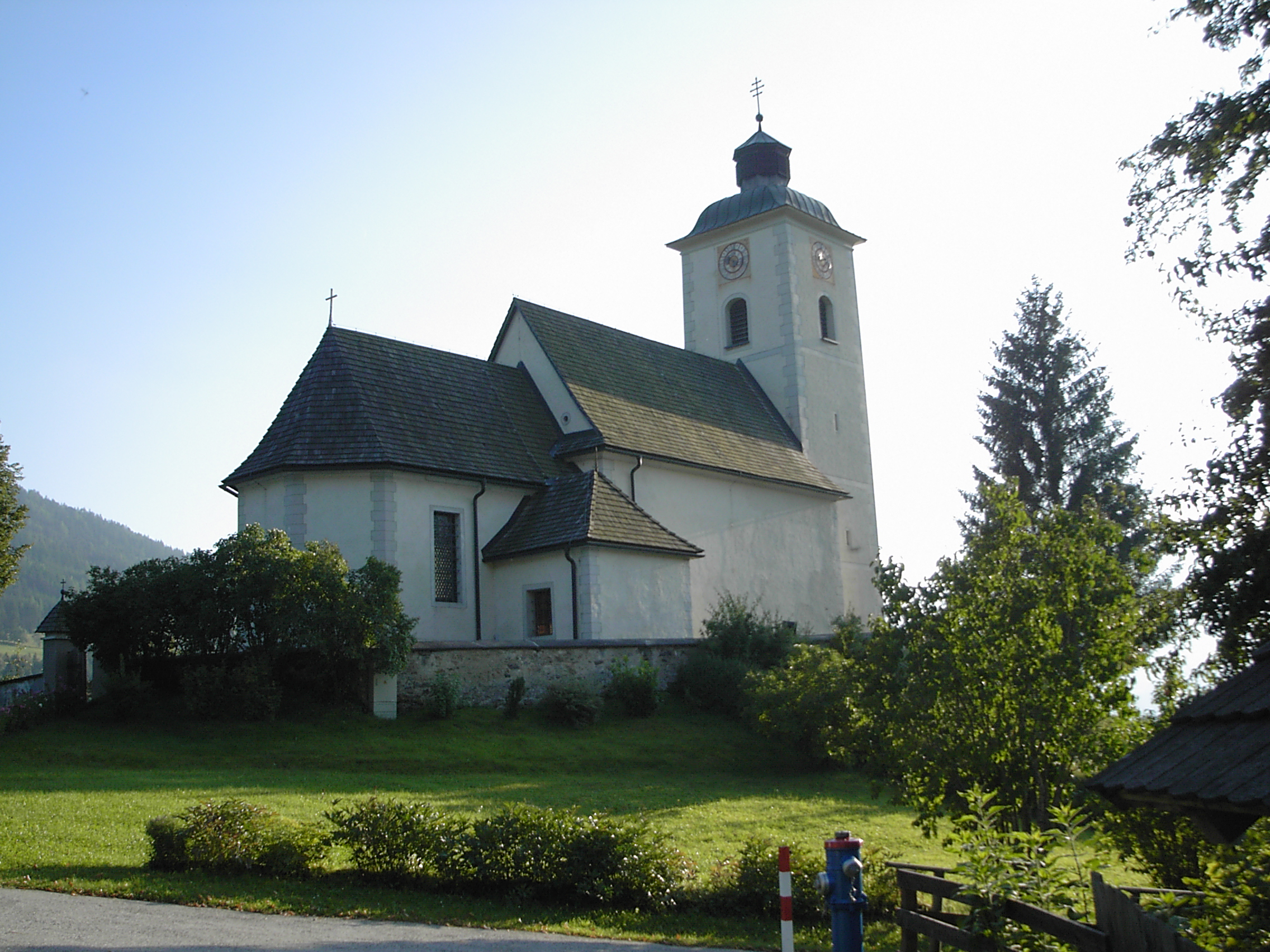
Pfarrkirche Hll. Philipp und Jakob

Die römisch-katholische Pfarrkirche Arriach befindet sich auf einem Hügel am südlichen Ortsausgang von Arriach, dem Hauptort der gleichnamigen Gemeinde in Kärnten. Sie ist den Heiligen Philippus und Jakobus minor geweiht.

## Geschichte
Das erste Kirchengebäude an dieser Stelle entstand um das Jahr 1200, die älteste urkundliche Erwähnung stammt aus dem Jahr 1207. Anstelle dieses romanischen Baus wurde 1414 ein Neubau errichtet, der 1690 samt Glockenturm durch ein Erdbeben zerstört und 1694 in ihrer heutigen Gestalt wiederhergestellt wurde. Bei einem weiteren Erdbeben brach im Jahr 1848 die Turmspitze ab.

## Bauwerk

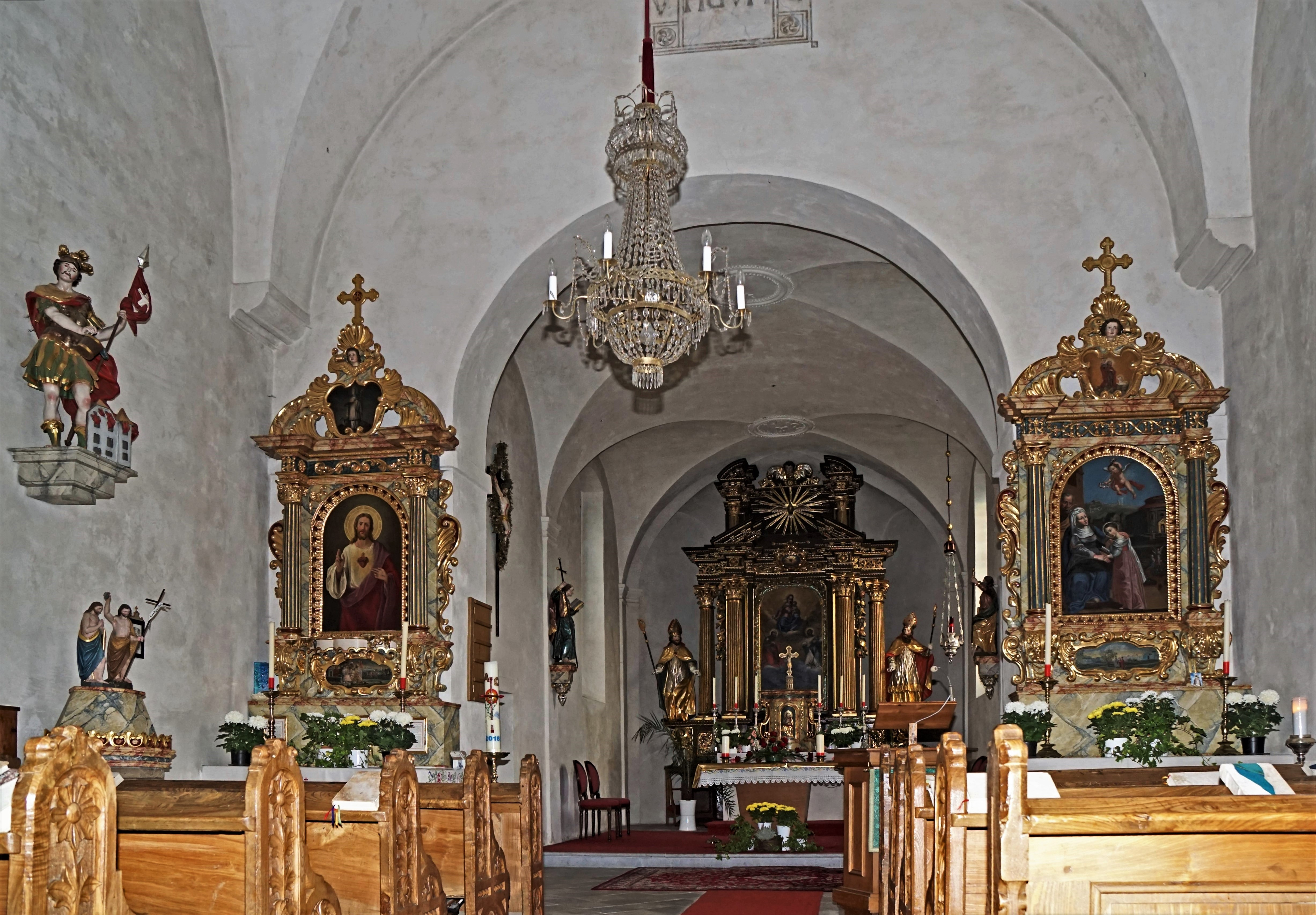
Innenansicht

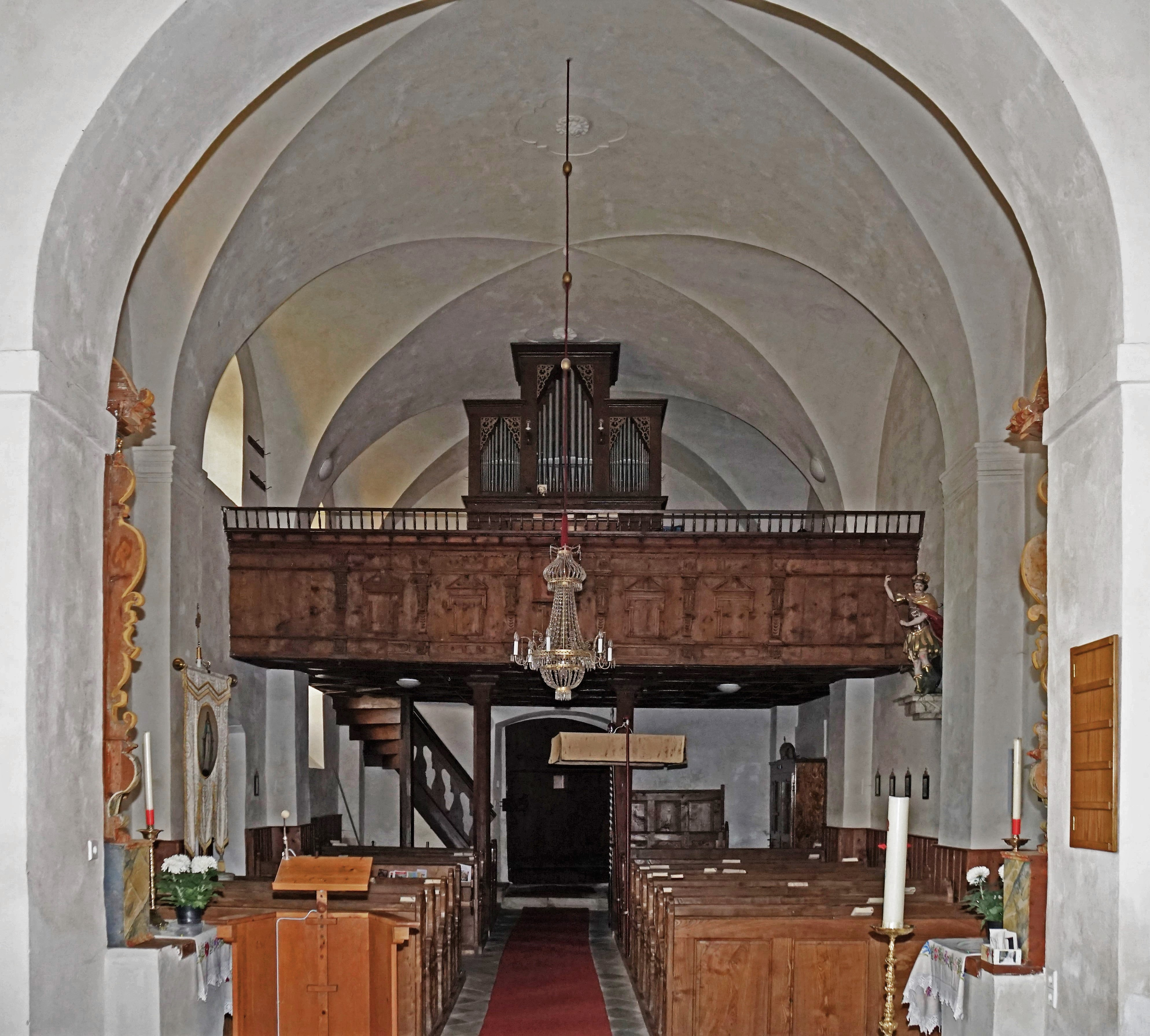
Blick vom Chor durch das Langhaus zur Orgelempore

Die ehemalige Wehrkirche ist im Kern gotisch und wurde in der Barockzeit verändert. Das schindelgedeckte Gebäude hat einen niedrigen, eingezogenen Chor. Der wuchtige Vorhallenturm an der Westseite trug vor dem Erdbeben 1848 ein barockes Kuppeldach, das anschließend durch einen schlichten gedrückten Laternenhelm ersetzt wurde. Neben rundbogigen Schallfenstern befinden sich am Turm auch Schießscharten, die an den ehemaligen Wehrcharakter des Gebäudes erinnern. Im Chor und an der Südseite befinden sich rechteckige Fenster in barockem Stil. Das westliche Spitzbogenportal ist gotisch profiliert. Das gotische Südportal hat einen profilierten Spitzbogen.
Das dreijochige Langhaus besitzt ein auf Pfeilern ruhendes Kreuzgratgewölbe und wurde Ende des 17. Jahrhunderts in barockem Stil gestaltet. In derselben Zeit wurde die hölzerne und weit in den Raum hineinragende Westempore errichtet. An der Unterdecke sind Holzleisten in Rautenmuster angebracht. Hinter einem rundbogigen Triumphbogen befindet sich der 1-jochige Chor mit 5/8-Schluss und Stichkappengewölbe. Oben auf der Langhausseite des Triumphbogens ist die freigelegte Datierung 1414 zu sehen.
Die Fenster mit Butzenscheiben und Glasmalerei wurden 1914 bzw. 1987 erneuert, wie die Stiftungsinschriften zeigen.

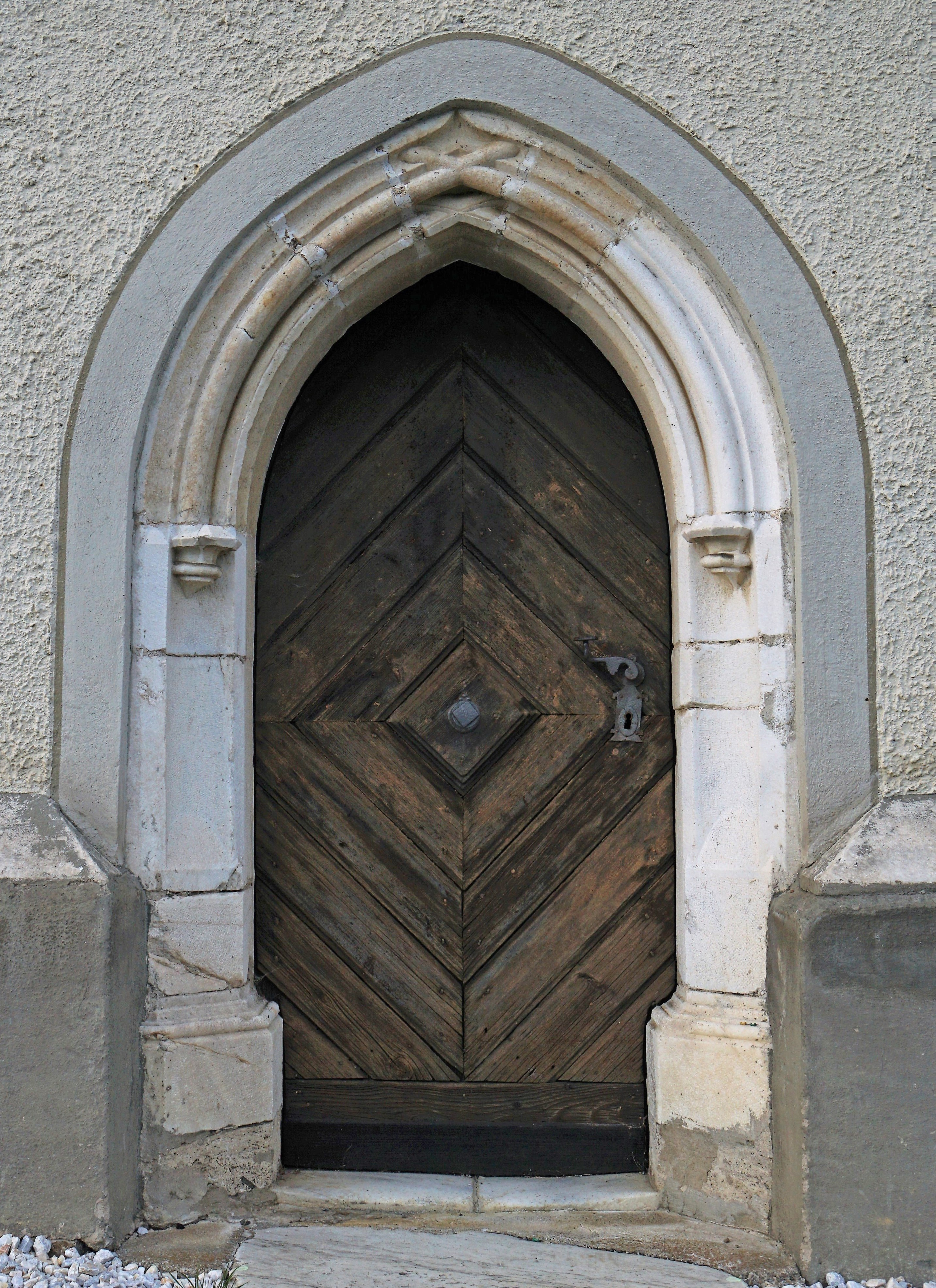
Südportal
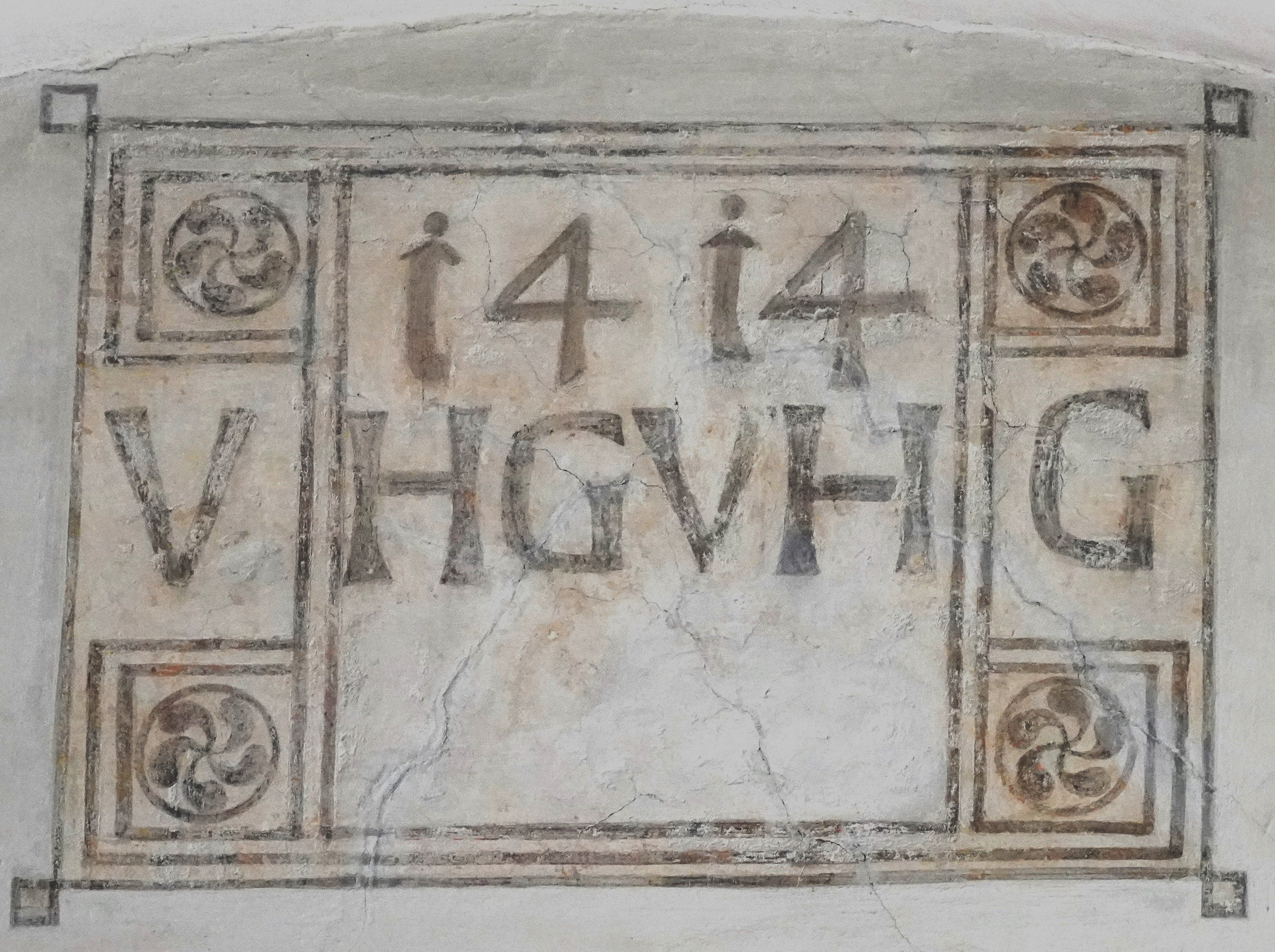
Datierung am Triumphbogen
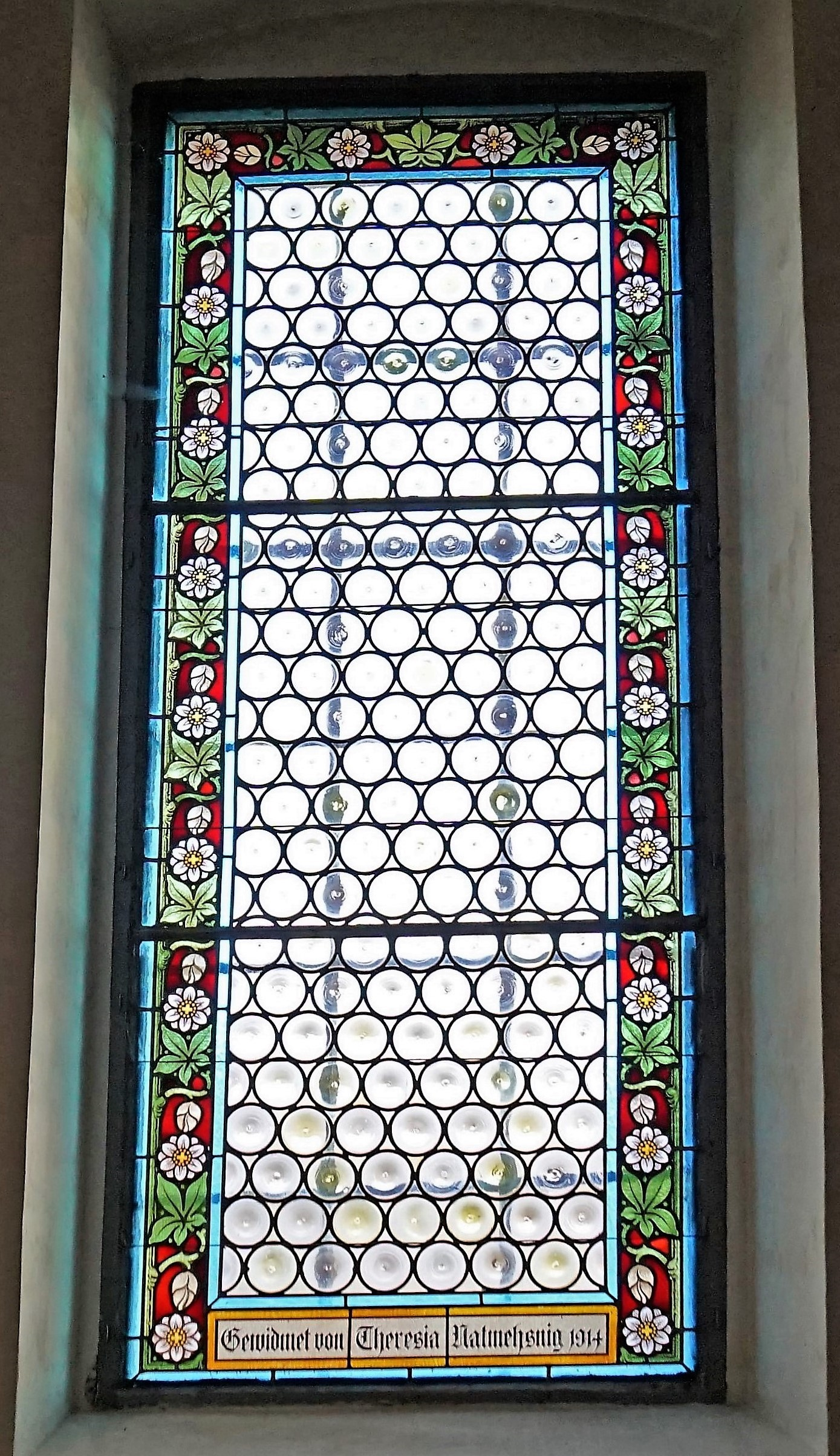
Fenster von 1914

## Einrichtung

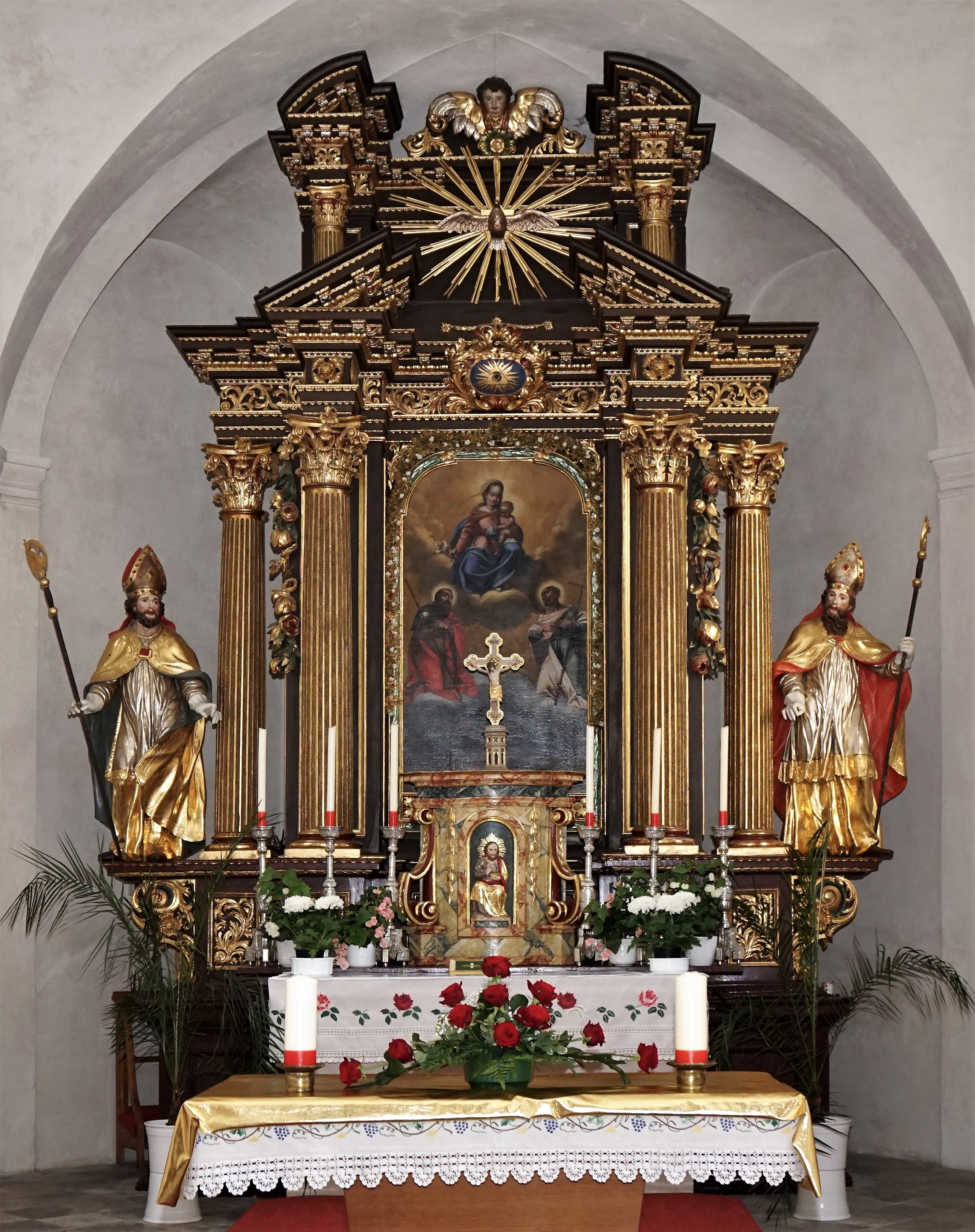
Der barocke Hochaltar

Die Einrichtung stammt ebenfalls noch in großen Teilen aus der Zeit nach der Wiedererrichtung der Kirche am Ende des 17. Jahrhunderts, darunter auch der bemerkenswerte Hochaltar in Säulenarchitektur und gesprengtem Dreieckgiebel, der die gesamte Höhe des Chores einnimmt. Das Mittelbild zeigt Madonna mit Kind, die Heiligen Philipp und Jakob, seitlich die Figuren zweier Bischöfe.
Die beiden Seitenaltäre haben kannelierte seitliche Säulen. Der linke, nördliche Seitenaltar ist ein Herz-Jesu-Altar mit einem Herz-Jesu-Gemälde vom Anfang des 20. Jahrhunderts. Im Kartuschengemälde der Predella ist die Anbetung der Heiligen Drei Könige dargestellt, im Aufsatzbild der hl. Martin. Das Altarblatt des rechten Seitenaltars zeigt die hl. Anna mit Maria und Joachim. Im Hintergrund ist die Legende von der Geburt Marias dargestellt. Das Kartuschenbild der Predella zeigt den Emmausgang, das Aufsatzbild Johannes den Täufer und das Lamm Gottes. Vor dem linken Seitenaltar steht ein schlichter gotischer Taufstein, dessen barocke Abdeckung von einer „Taufe Jesu“ bekrönt wird.

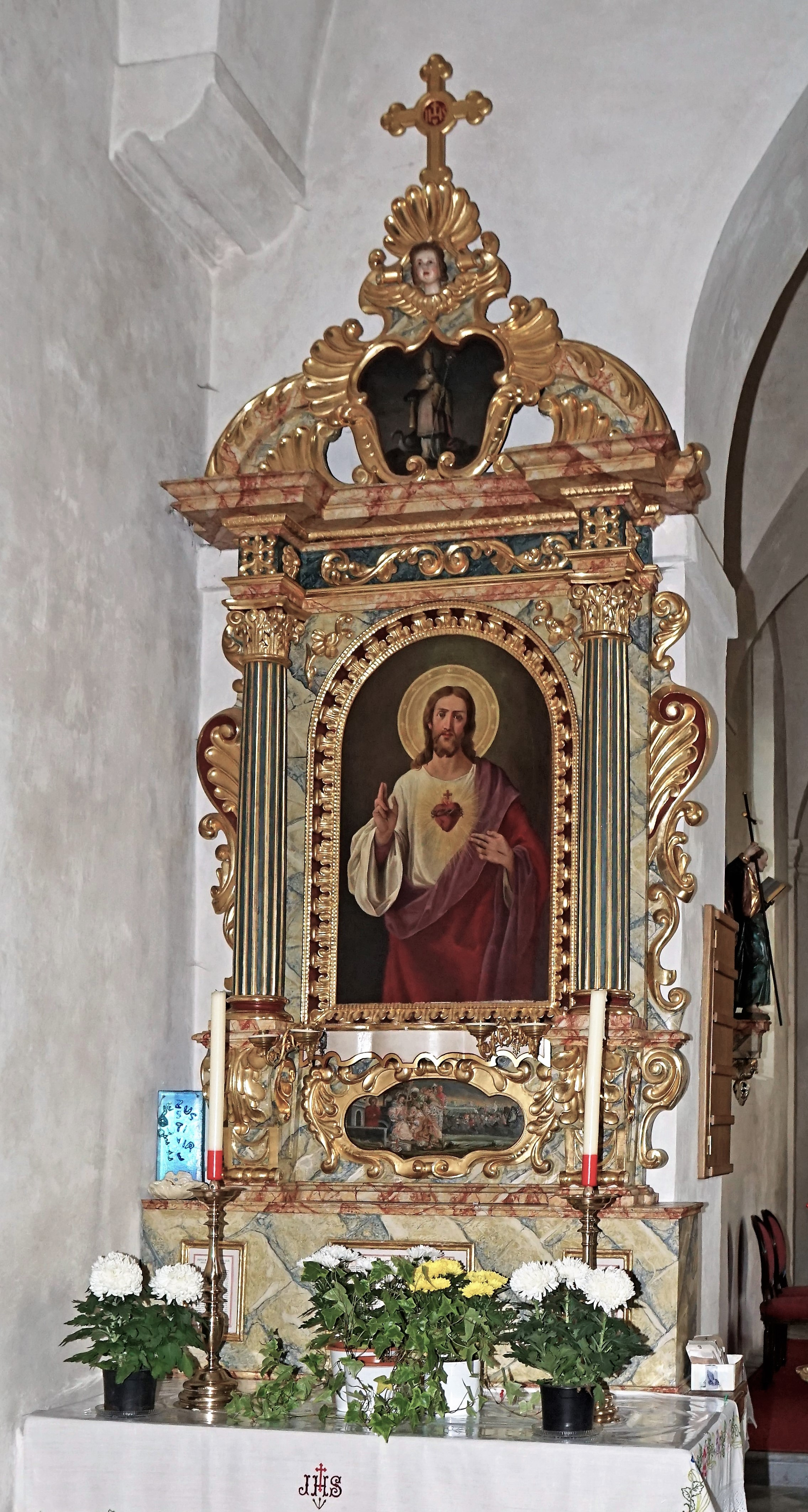
Linker Seitenaltar
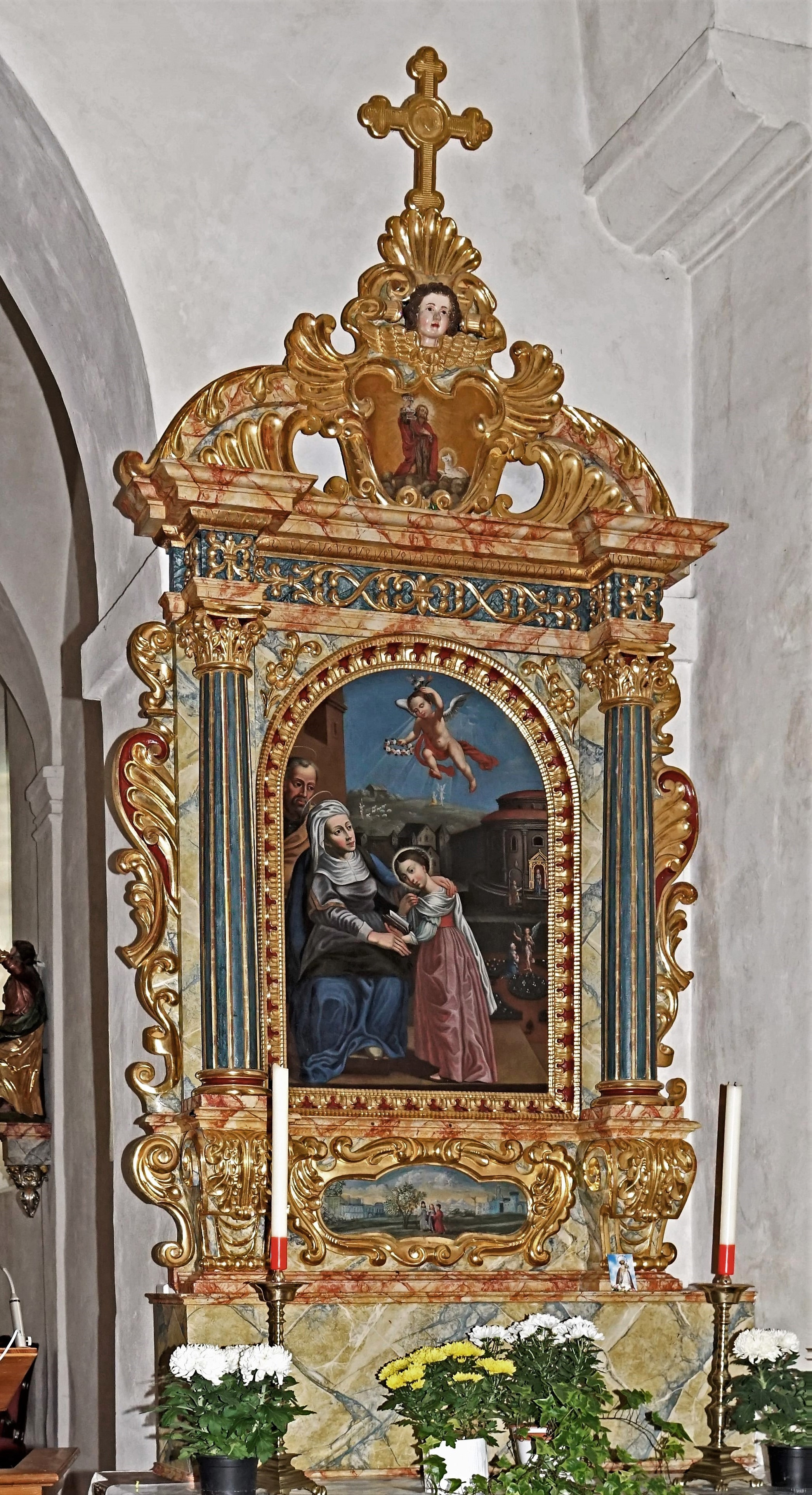
Rechter Seitenaltar
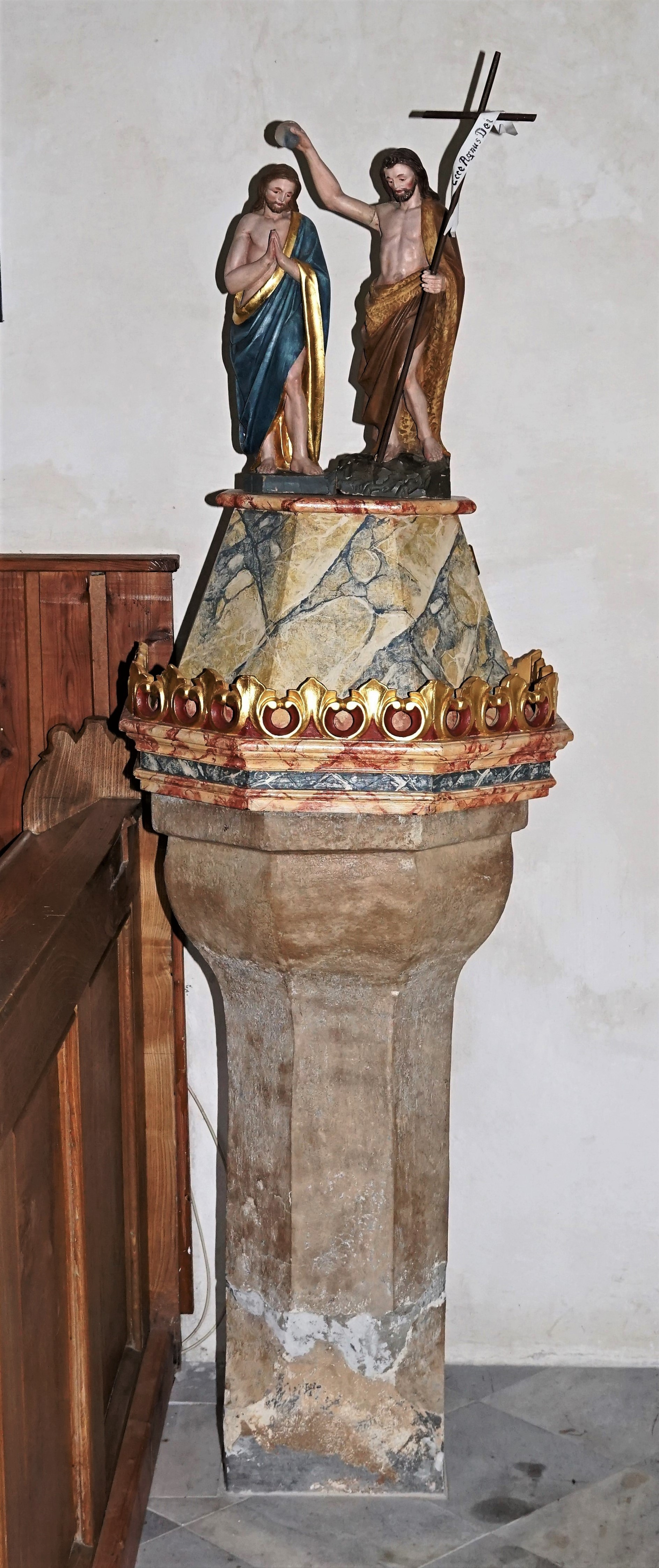
Gotischer Taufstein mit barocker Abdeckung

An der Nordwand des Langhauses sind die Konsolfiguren (Anfang 18. Jahrhundert) des hl. Georg als Drachentöter sowie des hl. Florian, dessen Mantel wie ein mächtiges loderndes Feuer ein Haus umwallt, angebracht. Im Chorraum befinden sich an der Nordwand der hl. Philipp, an der Südwand der Apostel Thomas.

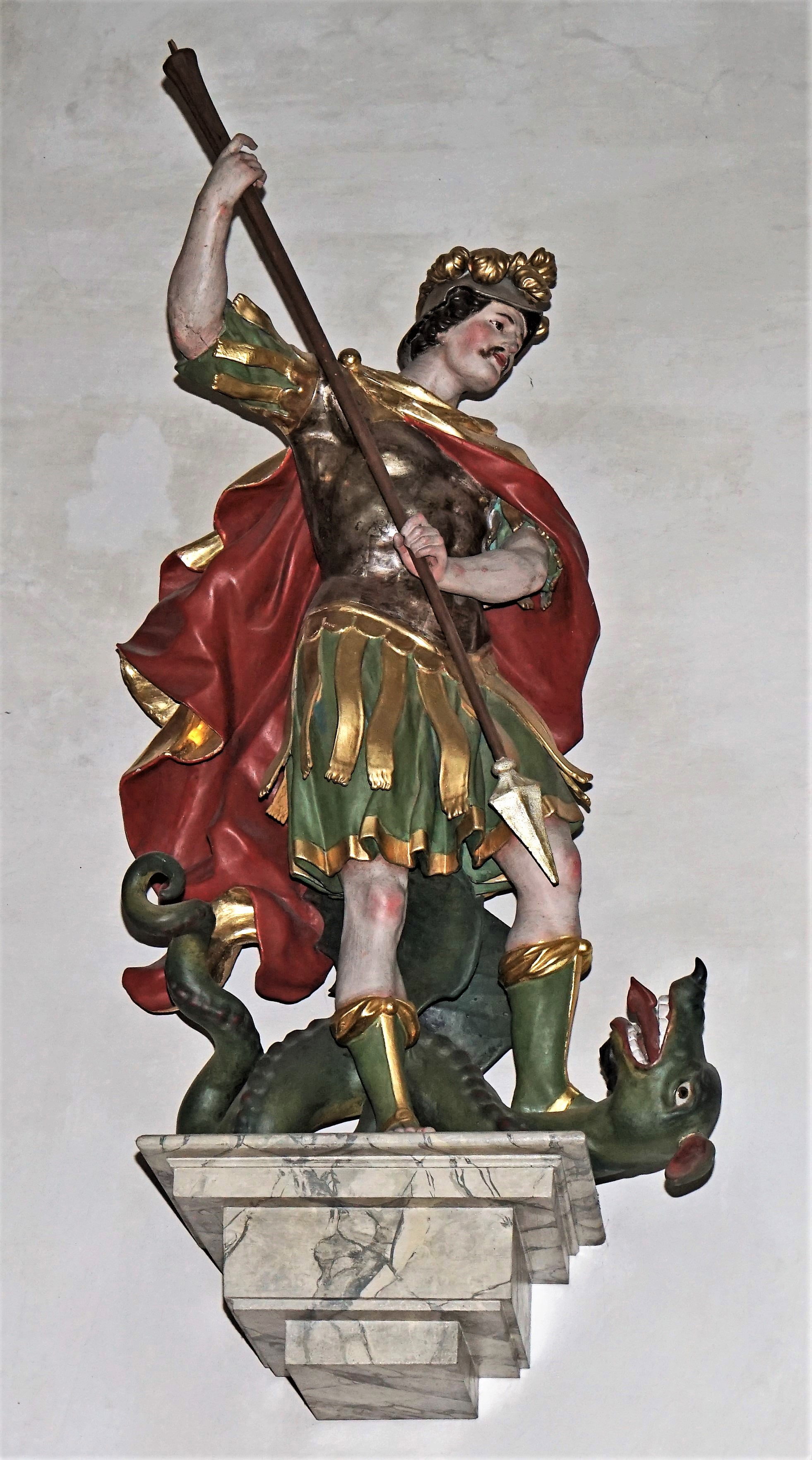
Hl. Georg
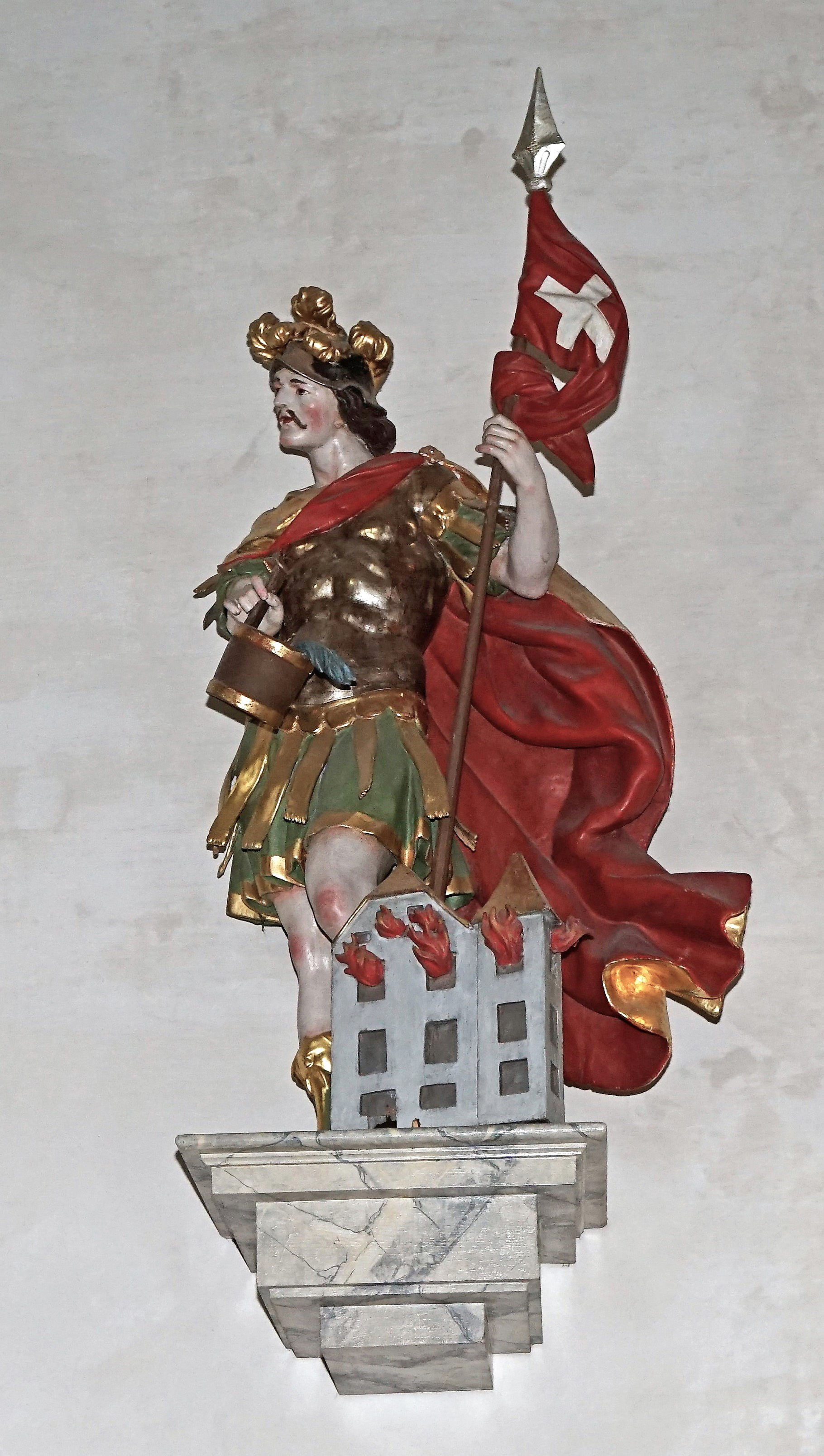
Hl. Florian
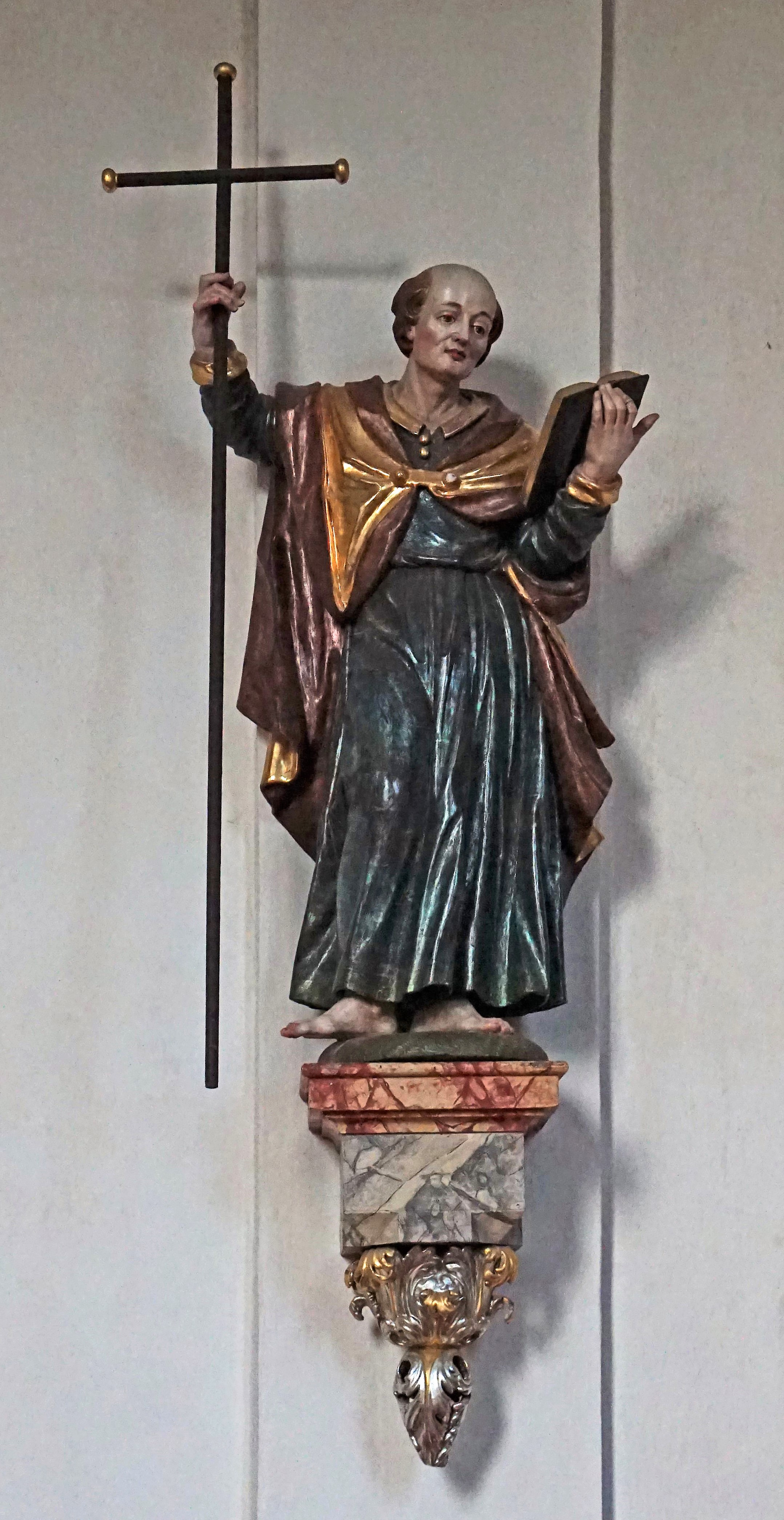
Hl. Philipp
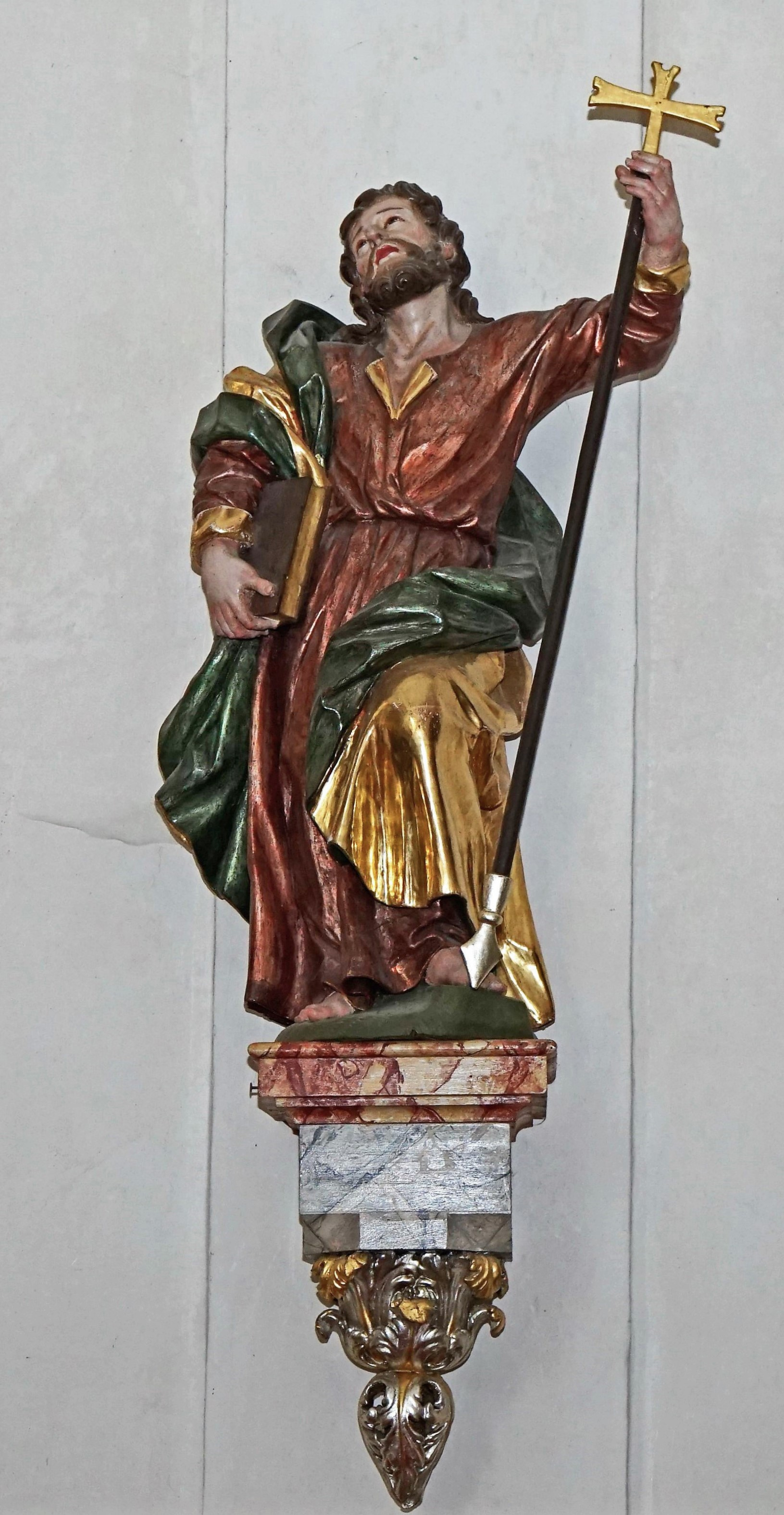
Hl. Thomas

Die Orgel aus 1844 wurde von Bartlmä Höbriger gefertigt. Die Glocke von Peter Pfinzing ist mit der Jahreszahl 1513 bezeichnet.